# 103739 Higginbotham
103739 Higginbotham este o planetă minoră (asteroid), cu un diametru de 4,992 km, din centura de asteroizi. A fost descoperită pe 6 februarie 2000 la Observatorul Național Kitt Peak de Marc Buie⁠(d). 
Obiectul prezintă o orbită caracterizată de o semiaxă mare de 2,6398969602699 UAi, o excentricitate de 0,063054378445937, o înclinație de 7,7147648690203 ° în raport cu ecliptica.